# Dagobert Enk
Dagobert Enk OSB (* 15. September 1907 in München; † 3. Oktober 1950 in Pjöngjang, Nordkorea) war ein deutscher römisch-katholischer Geistlicher, Ordensmann, Missionar und Märtyrer. 

## Leben
Otto Friedrich Enk, Sohn eines Kaufmanns, besuchte das Berthold-Gymnasium Freiburg und das Wittelsbacher-Gymnasium München und war nach dem Abitur Praktikant auf dem Gut eines Onkels. Im Mai 1927 trat er als Novize in das Kloster St. Ottilien der Benediktinerkongregation von St. Ottilien ein und legte am 14. Mai 1928 unter dem Ordensnamen Dagobert die erste Profess sowie am 17. Mai 1931 die ewige Profess ab. Am 26. März 1933 wurde er in St. Ottilien zum Priester geweiht. Wenige Tage danach ging er nach Korea in das Missions-Kloster Tokwon bei Wŏnsan und wirkte als Klosterverwalter. Nach der Besetzung des Klosters durch die koreanische kommunistische Geheimpolizei am 10. Mai 1949 kam er zusammen mit Bischof Bonifatius Sauer in das Gefängnis von Pjöngjang und starb dort Anfang Oktober 1950.

## Gedenken
Die Römisch-katholische Kirche in Deutschland hat Pater Dagobert Enk als Märtyrer in das deutsche Martyrologium des 20. Jahrhunderts aufgenommen.